# Um Gud Cide
One Gud Cide foi uma dupla americana de hip-hop baseada em Fort Worth, Texas. Formado em 1991 por Twisted Black e Shawn Jackson, o grupo é reverenciado entre muitos rappers modernos por sua abordagem pioneira em retratar a violência urbana através do hip hop. Em 2006, Twisted Black foi condenado a 30 anos de prisão por uma quarta acusação de conspiração por cocaína.

## História
One Gud Cide foi formado em 1991 por Twisted Black e Shawn Jackson, eventualmente Evil Seed tornou-se um membro do grupo baseado em Fort Worth. O progresso inicial do grupo foi retardado quando Twisted Black levou um tiro no rosto e perdeu metade de sua mandíbula no que ele alegou ser uma tentativa de assassinato. Em 1995, o grupo alcançou o sucesso underground com o álbum Look What The Streets Made, que vendeu 10.000 cópias em menos de 30 dias. A carreira do grupo foi interrompida mais uma vez quando Twisted Black, cujo nome verdadeiro é Tommy Burns, foi condenado a três anos de prisão por violação da condicional. O trabalho no álbum seguinte do grupo, Contradictions, foi interrompido por esse incidente.
Contradictions foi finalizado e finalmente lançado em 1999 pela Suave House Records. Incluía contribuições de pilares do hip hop como Eightball of Eightball & MJG e UGK . Em 2002, Evil Seed relatou ter saído do grupo porque Twisted Black estava trabalhando em seu primeiro álbum solo, eventualmente intitulado Late Bloomer.
O álbum mais recente do Twisted Black, Street Fame, foi lançado em março de 2007 pela TVT Records, uma gravadora com um histórico de promoção de artistas do Dirty South. Enquanto isso, Twisted Black foi condenado à prisão perpétua após ser condenado por conspiração para distribuir cocaína.

## Discografia

### Álbuns de estúdio
- Look What the Streets Made (1995)
- Contradictions (1999)
- Contradictions Screwed (2000)